# Zin’naariya!
Zin’naariya! (internationaler Titel: The Wedding Ring) ist ein burkinisch-französisch-nigrisches Filmdrama aus dem Jahr 2016. Regie führte Rahmatou Keïta. Der Film feierte am 9. September 2016 auf dem Toronto International Film Festival 2016 Premiere. Der Film wurde als nigrischer Beitrag für den besten fremdsprachigen Film bei der 91. Oscar-Verleihung ausgewählt.

## Handlung
Tiyaa ist Studentin und Mitglied einer angesehenen Stammesfamilie. Sie ist für die Winterferien wieder zu Hause im Sultanat Damagaran in der Republik Niger. Sie erwartet sich von dem jungen Mann, den sie an der Universität in Frankreich, an der sie studiert, dass er ihr einen formellen Heiratsantrag macht. Auch er stammt aus einer angesehenen Familie, die nicht weit von Damagaran entfernt lebt. Ihre Eltern können einen solchen Verlobten nicht ablehnen. Während sie auf seine Rückkehr in den Niger wartet, kann sie ihre Freunde über ihre bislang geheime Liebe aus Paris in Kenntnis setzen. Das Leben ist angenehm und friedlich, aber die Zeit vergeht nur langsam und der Angebetete lässt sich viel Zeit. In dieser Zeit hat Tiyaa die Möglichkeit, andere Frauen in ihrer Umgebung kennenzulernen und erfährt von deren Liebesgeschichten, Ehe, Fluchten aus der Beziehung oder deren Scheidungen.

## Auszeichnungen (Auswahl)
Der Film gewann beim Zanzibar International Film Festival 2018 den Bi Kidude Award als „Bester Film“. Beim San Francisco International Film Festival 2017 war die Regisseurin Rahmatou Keïta für den Golden Gate Award als beste Newcomerin im Bereich Regie nominiert, beim Buenos Aires International Festival of Independent Cinema war die Regisseurin für den besten Film (Internationale Teilnahme) nominiert.